# Hermanas Qiao

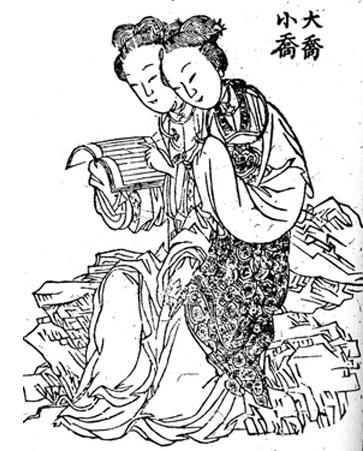
Un retrato de Da Qiao y Xiao Qiao de la época de la dinastía Qing.

Las Dos Qiao de Jiangdong (en chino tradicional, 江東二喬; en chino simplificado, 江东二乔; pinyin, Jiāngdōng èr Qiáo) fueron dos hermanas de la familia Qiao que vivieron a finales de la Dinastía Han. Sus nombres no fueron registrados históricamente, por lo que simplemente se les refiere como Da Qiao (literalmente "Qiao mayor") y Xiao Qiao (literalmente "Qiao menor"). Fueron originarias del condado de Wan (皖縣), comandancia Lujiang (廬江郡), lo que actualmente es Anqing, Anhui. Da Qiao se casó con el Señor de la Guerra Sun Ce, quien estableció la fundación del estado de Wu Oriental en el período de los Tres Reinos; Xiao Qiao se casó con Zhou Yu, un general que sirvió bajo Sun Ce y más tarde bajo su sucesor Sun Quan.

## En elRomance de los Tres Reinos
Las hermanas Qiao aparecen como personajes en la novela histórica clásica del siglo XIV Romance de los Tres Reinos (Sanguo Yanyi), que idealiza los acontecimientos históricos antes y durante el período de los Tres Reinos. En la novela, el carácter chino para "Qiao" en sus nombres, 橋, se reemplaza por 喬.
En la novela, las hermanas Qiao eran las hijas de un Qiao Guolao (literalmente "Anciano de Estado Qiao"), posiblemente refiriéndose a Qiao Xuan. La biografía de Zhou Yu en el texto histórico Registros de los Tres Reinos (Sanguozhi) no menciona el nombre del padre de las hermanas Qiao, al que simplemente se hizo referencia como Qiao Gong (橋 公, literalmente, "anciano Qiao" o "señor Qiao"). Históricamente, Qiao Xuan murió en 184, mientras que las hermanas Qiao se casaron con Sun Ce y Zhou Yu en 200, por lo que no era posible que Qiao Xuan todavía estuviera vivo cuando se llevaron a cabo los matrimonios. Por lo tanto, es muy poco probable que Qiao Xuan fuera el "Qiao Gong" mencionado en la biografía de Zhou Yu.

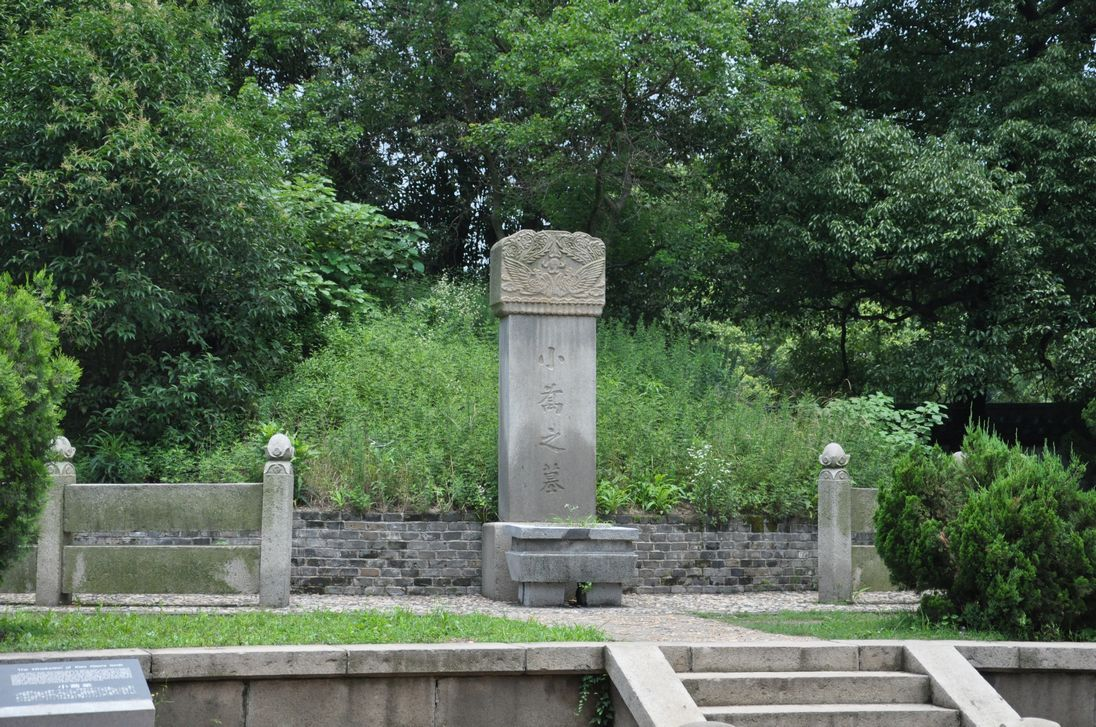
Supuesta tumba de Xiao Qiao en Yueyang, Hunan, China.

## En la cultura popular
Las hermanas Qiao aparecen como personajes jugables en las series de videojuegos de Koei Dynasty Warriors y Warriors Orochi. Los anime Koihime Musō e Ikki Tōsen también hacen referencias a Da Qiao y Xiao Qiao, en el que son conocidas por sus respectivos nombres en japonés Daikyō y Shōkyō.
La supermodelo taiwanesa Lin Chi-ling interpretó a Xiao Qiao en la película de guerra épica china de 2008 El acantilado rojo, dirigida por John Woo. En la película, se supone que la obsesión de Cao Cao con Xiao Qiao es la razón por la que invadió las tierras de Sun Quan e inició la batalla. La actriz china Huang Yi interpretó a Xiao Qiao en Just Another Pandora's Box, una parodia de El acantilado rojo.
Cai Hancen y Tsai Yi-chen interpretaron a Da Qiao y Xiao Qiao respectivamente en la serie de televisión taiwanesa de 2009 K.O.3an Guo, una parodia del Romance de los Tres Reinos ambientada en un entorno moderno de la escuela secundaria.
Las Qiao se presentan como "diosas" en el juego móvil japonés Puzzle & Dragons, como parte de la serie 'Dioses de los Tres Reinos'.